# Snowy River Shire
Koordinaten: 36° 22′ S, 148° 50′ O

Snowy River Shire war ein lokales Verwaltungsgebiet (LGA) im australischen Bundesstaat New South Wales. Das Gebiet war 6.030 km² groß und hatte zuletzt etwa 7.500 Einwohner. 2016 ging es in der Snowy Monaro Region auf.
Snowy River lag im Südosten des Staates an der Grenze zu Victoria etwa 150 km südlich der australischen Hauptstadt Canberra. Das Gebiet umfasste 83 Ortsteile und Ortschaften, darunter Old Adaminaby, Anglers Reach, Berridale, Blue Cow, Dalgety, Eucumbene, Guthega, Ingebyra, Jimenbuen, Jindabyne, Kiandra, Numbla Vale, Perisher Valley, Smiggin Holes und Thredbo sowie Teile von Adaminaby und Cooma. Der Sitz des Shire Councils befand sich in der Ortschaft Berridale im Zentrum der LGA, die zuletzt etwa 960 Einwohner hatte.

## Verwaltung
Der Snowy River Shire Council hatte neun Mitglieder, die von allen Bewohnern der LGA gewählt wurden. Snowy River war nicht in Bezirke untergliedert. Aus dem Kreis der Councillor rekrutierte sich auch der Mayor (Bürgermeister) des Councils.